# 오다부치역
오다부치역(일본어: 小田渕駅)은 일본 아이치현 도요카와시에 위치한 나고야 철도 나고야 본선의 철도역이다. 역 번호는 NH 03이며, 상대식 승강장 2면 2선의 구조를 갖춘 지상역이다.

## 타는 곳
| 1 | ■ 나고야 본선 | 하행 | 히가시오카자키 · 나고야 · 이누야마 방면 |
| 3 | ■ 나고야 본선 | 상행 | 도요하시 방면                           |

## 이용 현황
- 2013년 기준 : 416명

## 역 주변
- 국도 제1호선
- 사나강
- 시라카와 강
- 사이코세 강

## 인접 역
| 나고야 철도 나고야 본선  | 나고야 철도 나고야 본선 | 나고야 철도 나고야 본선    |
| ------------------------ | ----------------------- | -------------------------- |
| NH 02 이나 도요하시 방면 | ■ 나고야 본선           | 고 NH 04 메이테쓰기후 방면 |